# Б'єскас
Б'єскас (ісп. Biescas) — муніципалітет в Іспанії, у складі автономної спільноти Арагон, у провінції Уеска. Населення — 1675 осіб (2009).
Муніципалітет розташований на відстані близько 370 км на північний схід від Мадрида, 55 км на північ від Уески.
На території муніципалітету розташовані такі населені пункти: (дані про населення за 2009 рік)
- Асо-де-Собремонте: 34 особи
- Барбенута: 9 осіб
- Бетес-де-Собремонте: 20 осіб
- Б'єскас: 1236 осіб
- Ескуер: 38 осіб
- Есп'єрре: 4 особи
- Гавін: 99 осіб
- Хав'єрре-дель-Обіспо: 15 осіб
- Оліван: 39 осіб
- Орос-Альто: 24 особи
- Орос-Бахо: 15 осіб
- П'єдрафіта-де-Хака: 66 осіб
- Йоса-де-Собремонте: 35 осіб

## Демографія
Динаміка населення (INE ):